# Hala Strążyska

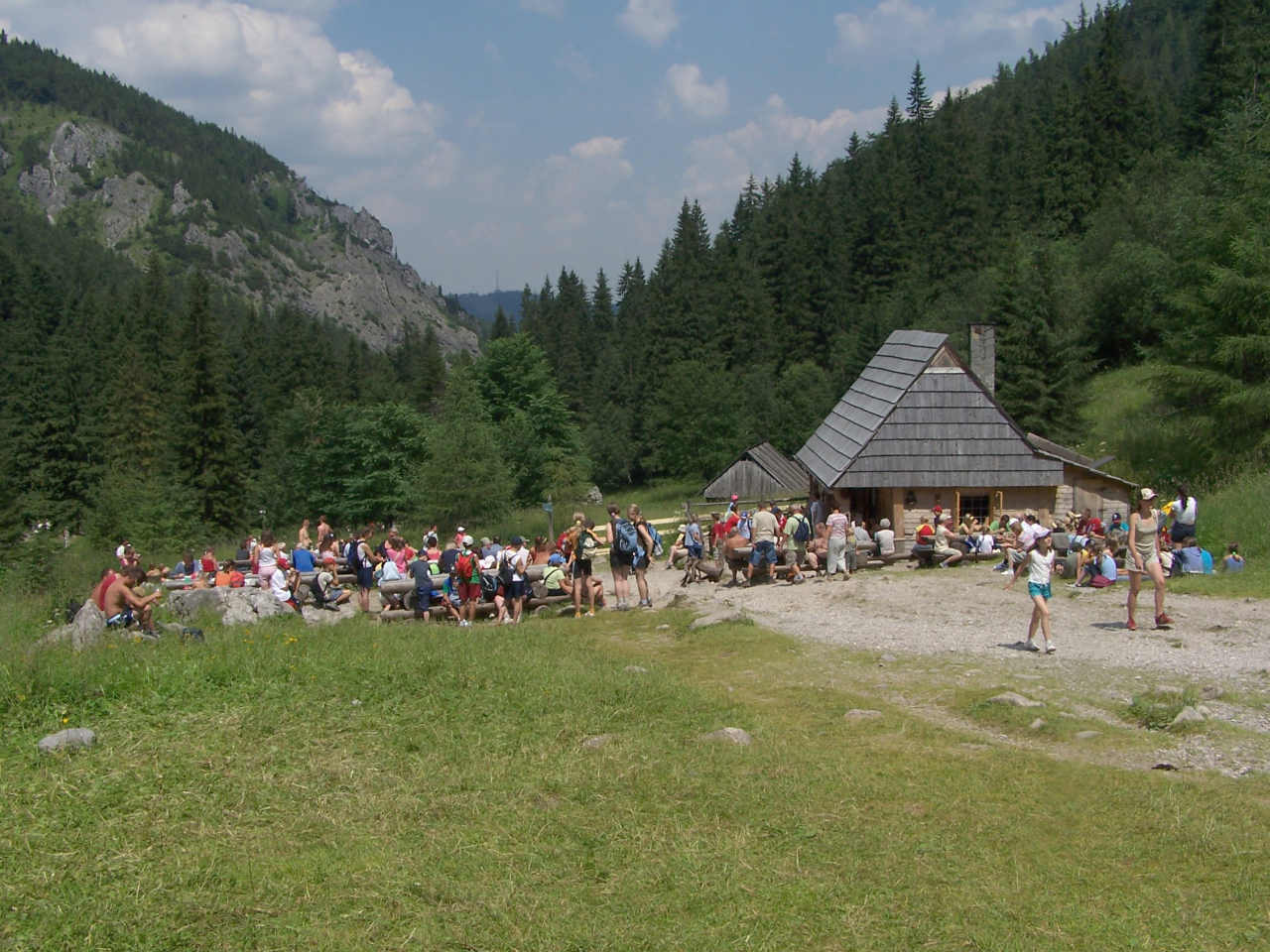
Polana Strążyska obecnie

Hala Strążyska, nazywana także Strążyskami – dawna hala pasterska w Tatrach Zachodnich. Obejmowała wąską, reglową Dolinę Strążyską wraz z jej górnymi piętrami – Doliną Wielkiej Równi i Małą Dolinką pod północnymi ścianami Giewontu.
Wraz z Halą Białe i Halą Kalatówki wchodziła w skład zbiorczej Hali Giewont. Ogólna powierzchnia tej zbiorczej hali w 1960 r. wynosiła 189,6 ha, w tym pastwiska stanowiły 16,9 ha, halizny 2,8 ha, las 48,6 ha, kosodrzewina 70,0 ha, nieużytki 51,3 ha. Ponadto dodatkowa powierzchnia serwitutów w lasach państwowych wynosiła 306,6 ha. Łączny wypas w przeliczeniu na owce wyniósł 316 sztuk.
W skład hali wchodziły również 2 polany: Młyniska i Polana Strążyska. Nazwa Hali Strążyskiej pochodzi od góralskiego słowa strąga, oznaczającego przenośne ogrodzenie, w którym zamykano owce na czas dojenia. Od nazwy hali z kolei pochodzi nazwa doliny. Wypasano nie tylko na dnie Doliny Strążyskiej, ale również na otaczających ją zboczach Łysanek, Grzybowca, Wielkiego i Małego Bacucha, w żlebie Warzecha, na zboczach Sarniej Skały i Suchego Wierchu. Zbocza te porastał las bukowy i świerkowy, wśród którego występował cis pospolity, a na wapiennych skałkach bogata i cenna roślinność naskalna oraz jarząb mączny. Nadmierny wypas powodował znaczne spustoszenia wśród bogactwa tej roślinności. W latach 1960–1965 po przymusowym wykupie tych terenów od górali zlikwidowano na nich pasterstwo, tereny hali weszły w skład Tatrzańskiego Parku Narodowego, a hala stała się pojęciem historycznym.
Szlaki turystyczne
 Zakopane – Dolina Strążyska – Polana Strążyska – Przełęcz w Grzybowcu – Grzybowiec – Wyżnia Kondracka Przełęcz pod Giewontem. Odcinek Polana Strążyska – Przełęcz w Grzybowcu biegnie razem ze szlakiem czarnym:
- Czas przejścia z Zakopanego na Polanę Strążyską: 40 min, ↓ 35 min
- Czas przejścia z polany na Giewont: 2:35 h, ↓ 1:55 h

 do wodospadu Siklawica. Czas przejścia: 15 min w obie strony
 Ścieżka nad Reglami:  Kuźnice – Czerwona Przełęcz – Polana Strążyska, potem  razem ze szlakiem czerwonym na Przełęcz w Grzybowcu i dalej do Doliny Małej Łąki
- Czas przejścia z Czerwonej Przełęczy na Polanę Strążyską: 35 min, ↑ 50 min
- Czas przejścia z Polany Strążyskiej na Wielką Polanę Małołącką: 1:10 h, z powrotem 1:05 h